# Strobiderus orissaensis
Strobiderus orissaensis is een keversoort uit de familie bladkevers (Chrysomelidae). De wetenschappelijke naam van de soort werd in 1987 gepubliceerd door Basu & Halder.